# Zosterops leucophoeus
Zosterops leucophoeus là một loài chim trong họ Zosteropidae.